# 石油菜
石油菜（学名：Pilea cavaleriei sp. valida）为荨麻科冷水花属下的一个亚种。

## 扩展阅读
- 維基物種上的相關：石油菜